# Quai de la Seine
Quai de la Seine (nábřeží Seiny) je nábřeží v Paříži. Nachází se v 19. obvodu. Nábřeží je pojmenované podle francouzské řeky Seiny.

## Poloha
Nábřeží vede podél celého pravého, severního břehu kanálu Villette. Začíná u náměstí Place de la Bataille-de-Stalingrad na křižovatce s Avenue de Flandre a končí u křižovatky s ulicí Rue de Crimée, kde na něj navazuje Quai de l'Oise vedoucí podél kanálu Ourcq.

## Významné objekty
Na začátku tohoto i protějšího nábřeží Quai de la Loire se nacházejí budovy společnosti MK2, která podniká v oblasti kinematografie.
Na nábřeží před domem č. 18 se od roku 1997 nachází moderní bronzová plastika Horizons suspendus (Visuté obzory), jejímž autorem je francouzský umělec Dominique Labauvie. Dílo představuje kovové oblouky s vesly jako poctu klubu veslařů, kteří na kanále pravidelně trénují.
Nábřeží je osázeno několika řadami stromů. Směrem ke kanálu jsou vysázené lípy, směrem do ulice rostou dvě řady lapin.